# Science Council
Le Science Council est une organisation britannique établie par charte royale en 2003.

## Histoire
Il a été fondé par le professeur sir Gareth Roberts (1940-2007) en 2003 qui en fut président jusqu'à sa mort. En février 2007, Tom McKillop (en) en devient président. Il est remplacé en juin 2011 par Tom Blundell (en).
En novembre 2008, le Science Council a lancé le site web Morph dans le but de fournir aux enfants, aux parents, aux enseignants et au grand public des informations sur la science.
En octobre 2011, il a aussi lancé deux registres supplémentaires, le Registered Science Technician (RSciTech) et le Registered Scientist (RSci) pour construire un cadre de normes professionnelles et reconnaître la main-d'œuvre de la science.

## Description
Sa principale activité est la promotion de l'avancement et de la diffusion des connaissances et de l'enseignement des sciences pures et appliquées, pour le bien public.
Le Science Council est l'autorité compétente à l'égard de la reconnaissance des qualifications professionnelles en Europe. Il est composé de plus de 400 000 scientifiques. Il favorise la prise de conscience de la contribution des scientifiques professionnels à la science et la société au progrès de la science, de l'éducation et aide à mieux comprendre les bienfaits de la science.
Il offre un forum de discussions et travaille à favoriser la collaboration entre les organisations membres autour des sciences, de la technologie, de l'ingénierie, des mathématiques et de la médecine.

### Objectifs
- Encourager la coopération et la collaboration entre les organismes membres
- Influencer les sciences politiques et les stratégies des sciences
- Faire progresser le professionnalisme en science
- Promouvoir l'amélioration du niveau et de la qualité de l'enseignement scientifique, les connaissances et les compétences au Royaume-Uni
- Encourager et favoriser le transfert de connaissances et l'échange d'expertise en développant des approches collectives aux besoins de l'économie et de la société.

## Organisations membres
- The Association for Clinical Biochemistry and Laboratory Medicine (en)
- Association of Neurophysiological Scientists
- The Association for Science Education (en)
- British Academy of Audiology
- British Computer Society
- British Association of Sport and Exercise Sciences
- British Psychological Society
- Chartered Institution of Water and Environmental Management
- College of Podiatry
- Energy Institute
- Société géologique de Londres
- Institute of Biomedical Science (en)
- Institute of Brewing and Distilling (en)
- Institute of Clinical Research
- Institute of Corrosion
- Institute of Food Science and Technology (en)
- Institute of Marine Engineering, Science and Technology (en)
- Institute of Materials, Minerals and Mining
- Institute of Mathematics and its Applications
- Institute of Measurement and Control (en)
- Institute of Physics
- Institute of Physics and Engineering in Medicine (en)
- Institute of Professional Soil Scientists
- Institute of Science and Technology, UK (en)
- Institute of Water
- Institution of Chemical Engineers (en)
- Institution of Environmental Sciences (en)
- London Mathematical Society
- The Mineralogical Society
- Nuclear Institute (en)
- Oil and Colour Chemists' Association
- The Physiological Society (en)
- Royal Astronomical Society
- Royal Geographical Society
- Royal Meteorological Society
- Royal Society of Chemistry
- Royal Statistical Society
- Society for Cardiological Science and Technology
- Society of Biology (en)
- Society of Dyers and Colourists (en)
- Society for General Microbiology (en)

### Critères d'admissibilités
Le Science Council est ouvert aux organisations qui répondent aux critères suivants :
- la profession représentée est basée sur un ensemble reconnu de l'apprentissage de nature scientifique ;
- l'organisation est un organisme indépendant qui existe au Royaume-Uni pour la poursuite collective d'objectifs énoncées dans une charte royale ou un protocole et ayant des statuts constituées en vertu des lois sur les sociétés ou formellement enregistrés d'une autre manière ;
- l'organisation a, parmi ses objectifs, l'exercice de la profession dans l'intérêt du public ainsi que celle de ses membres ;
- l'organisation doit être fondée sur des normes de compétence sanctionnée par un diplôme approprié ou une qualification équivalente, ainsi qu'une pratique professionnelle pertinente. Si elle ne dispose pas de normes d'entrée strictes pour ses membres, elle doit être en mesure de démontrer que la majorité de ses membres sont ainsi qualifiés ;
- l'organisation reconnaît devoir faire progresser et étendre le corps de l'apprentissage sur laquelle se fonde la profession ; elle reconnaît sa responsabilité pour les installations et les méthodes pour éduquer et former les futurs entrants dans la profession et pour l'amélioration de la connaissance des praticiens présents.